# Johannes Adam Stör
Johannes Adam Stör (auch Johann Adam Stöer, * um 1623 in Würzburg; † 23. April 1675 ebenda) war ein deutscher Mediziner  und Professor der Medizin in Würzburg.

## Leben
Johannes Adam Stör studierte ab 13. November 1641 Medizin an der Universität Würzburg. 1648 wurde er in  Würzburg bei Wolfgang Upilio promoviert. 1660 wurde Stör zum Professor theoricae ernannt. Nach seinen eigenen Angaben in den Kalenderblättern wirkte er später als Professor Ordinarius Practicus an der Universität Würzburg. 1664 wurden Johann Georg Reiss, 1666 Heinrich Wilhelm Weinkamer und 1672 Michael Werlein und Franciscus Schlee bei ihm promoviert.
Am 30. Dezember 1655 wurde Johannes Adam Stör unter der Präsidentschaft von Johann Lorenz Bausch unter der  Matrikel-Nr. 16 als Mitglied in die Academia Naturae Curiosorum, die heutige Deutsche Akademie der Naturforscher Leopoldina, aufgenommen.
Am 18. Februar 1669 heiratete er Maria Sabina Wassermann, Tochter des Medizinprofessors Georg Wassermann.

## Schriften
De febra maligna. Würzburg 1648